# Солнечний (Кемеровський округ)
Со́лнечний (рос. Солнечный) — селище у складі Кемеровського округу Кемеровської області, Росія.

## Населення
Населення — 186 осіб (2010; 210 у 2002).
Національний склад (станом на 2002 рік):
- росіяни — 90 %